# طویله زبیر (روستا)
 طویله زبیر  به عربی ( طویلة زُبیر )، روستایی است در دهستان طویله از توابع استان 
استان صَنعاء در کشور یمن در شبه جزیره عربستان.

## جمعیت
جمعیت آن (۵۰ ) نفر (۴ خانوار) می‌باشد.